# Sarāb-e Qarah Khān
Sarāb-e Qarah Khān (persiska: سَرابِ قَرِه خان, سراب قره خان, Sarāb-e Qareh Khān) är en ort i Iran.   Den ligger i provinsen Kurdistan, i den nordvästra delen av landet, 400 km väster om huvudstaden Teheran. Sarāb-e Qarah Khān ligger 1 847 meter över havet och antalet invånare är 160.
Terrängen runt Sarāb-e Qarah Khān är kuperad söderut, men norrut är den platt. Runt Sarāb-e Qarah Khān är det ganska glesbefolkat, med 28 invånare per kvadratkilometer. Närmaste större samhälle är Khvosh Maqām, 6,5 km norr om Sarāb-e Qarah Khān. Trakten runt Sarāb-e Qarah Khān består i huvudsak av gräsmarker.